# Navy CIS/Staffel 10
Die zehnte Staffel der US-amerikanischen Krimiserie Navy CIS feierte ihre Premiere in den USA am 25. September 2012 auf dem Sender CBS. In Deutschland startete die zehnte Staffel am 6. Januar 2013 auf dem deutschen Free-TV-Sender Sat.1. Mit der Ausstrahlung der 14. Episode unterbrach Sat.1 die Ausstrahlung der Staffel zum 14. April 2013 und setzte sie vom 18. August bis zum 20. Oktober 2013 fort.
In der Schweiz startete die zehnte Staffel am 1. Januar 2013 auf dem Free-TV-Sender 3+ und wurde dort am 18. Oktober 2013 beendet. Ein Sendetermin für die Ausstrahlung in Österreich ist noch nicht bekannt.

## Darsteller
siehe auch: Liste der Figuren aus Navy CIS
| Rollenname                           | Schauspieler      | Synchronsprecher  |
| ------------------------------------ | ----------------- | ----------------- |
| Special Agent Leroy Jethro Gibbs     | Mark Harmon       | Wolfgang Condrus  |
| Special Agent Anthony „Tony“ DiNozzo | Michael Weatherly | Norman Matt       |
| Special Agent Ziva David             | Cote de Pablo     | Maria Koschny     |
| Abigail „Abby“ Sciuto                | Pauley Perrette   | Antje von der Ahe |
| Special Agent Timothy „Tim“ McGee    | Sean Murray       | Marius Clarén     |
| Jimmy Palmer                         | Brian Dietzen     | Rainer Fritzsche  |
| Director Leon Vance                  | Rocky Carroll     | Leon Boden        |
| Dr. Donald „Ducky“ Mallard           | David McCallum    | Eberhard Prüter   |

## Episoden
| Nr. (ges.) | Nr. (St.) | Deutscher Titel                  | Originaltitel         | Erstausstrahlung USA | Deutschsprachige Erstausstrahlung (CH) | Regie               | Drehbuch                                             |
| --- | --------- | -------------------------------- | --------------------- | -------------------- | -------------------------------------- | ------------------- | ---------------------------------------------------- |
| 211 | 1         | Mit äußerster Härte              | Extreme Prejudice (5) | 25. Sep. 2012        | 1. Jan. 2013                           | Tony Wharmby        | Gary Glasberg                                        |
| NCIS und FBI jagen Harper Dearing gemeinsam, um ihn auf Anordnung des US-Präsidenten zur Strecke zu bringen. Nachdem Dearing mehrere FBI-Agenten in eine Falle gelockt hatte und diese durch eine Bombenexplosion getötet wurden, erledigt Gibbs diese Aufgabe im Alleingang. Gaststars: Richard Schiff als Harper Dearing. |           |                                  |                       |                      |                                        |                     |                                                      |
| 212 | 2         | Duftmarken                       | Recovery              | 2. Okt. 2012         | 8. Jan. 2013                           | Dennis Smith        | Scott Williams                                       |
| Monate nach dem Bombenanschlag auf das NCIS-Hauptquartier wird Abby Sciuto von Albträumen geplagt. Da es einen Zusammenhang zu ihrem adoptierten Bruder gibt, sucht sie nun doch den Kontakt zu ihm. Nach der Explosion wird noch immer eine Person vermisst. Midge Watkins wird in ihrem, in einem See versunkenen, Fahrzeug entdeckt. Weil ein Mitarbeiter und Waffenexperte nach dem Anschlag nur noch von Watkins erzählt hat, wurde diese aus Eifersucht von seiner Frau mit einer historischen Waffe erschossen. |           |                                  |                       |                      |                                        |                     |                                                      |
| 213 | 3         | Falscher Mond                    | Phoenix               | 9. Okt. 2012         | 15. Jan. 2013                          | Terrence O’Hara     | Steven D. Binder                                     |
| Dr. Mallard lässt auf eigene Verantwortung eine Leiche exhumieren, weil er vermutet, dass die vor zwölf Jahren bei einer von ihm vorgenommenen Obduktion nachgewiesene Todesursache nicht zutraf. Gibbs’ Team soll ihn durch neue Ermittlungen unterstützen. Vom NCIS-Team wird in einem neuen Mordfall im Zusammenhang mit dem Handel gefälschten Mondgesteins ermittelt. Gaststars: René Auberjonois als Dr. Felix Blackwell |           |                                  |                       |                      |                                        |                     |                                                      |
| 214 | 4         | Ghostrunners                     | Lost at Sea           | 23. Okt. 2012        | 22. Jan. 2013                          | Tony Wharmby        | Christopher J. Waild                                 |
| Das Navy-CIS-Team von Gibbs ermittelt zusammen mit Agent Borin von der US-Küstenwache in einem Fall. Die Crew eines Sikorsky-SH-60-Seahawk-Hubschraubers wird auf einer Rettungsinsel an Land gespült. Den Aufzeichnungen zufolge ist der Hubschrauber vor einigen Tagen bei einer Übung nach Ausfall des Radars abgestürzt. Die Schilderungen der Crewmitglieder zum Hergang unterscheiden sich zum Teil deutlich. Der Pilot wird erst später tot an Land gespült. Er erlitt eine Schusswunde im Kopf, die zum Tode führte. Zwei der drei überlebenden Mitglieder sind aber schnell wieder auf den Beinen, stellen die psychische Verfassung des Piloten aufgrund einer Erkrankung seines Sohnes in Frage und geben Suizid des Piloten als Absturzursache an. Anhand einer Obduktion der Leiche lässt sich nicht feststellen, ob die Schussverletzung durch Selbst- oder Fremdeinwirkung entstanden ist. Als Tatwaffe wird eine Pistole eines Typs identifiziert, wie sie auch auf JAG Officer Lieutenant Nora Patel als Privatwaffe zugelassen ist. Trotz des Absturzes lassen sich keinerlei Trümmerteile finden. Der wichtigste Zeuge aber liegt einige Tage im Koma. Als er erwacht, verneint er durch Kopfschütteln, dass ein Suizid des Piloten die Absturzursache war. Der Absturz wurde nur vorgetäuscht, um den-Sea-Hawk Helikopter für 300.000 $ zu veräußern. Das Geld wurde von den Beteiligten auf Offshore-Konten überwiesen. Der für den Dienst eingeteilte Pilot, Lieutenant Commander David Hernandez, hat wegen einer vorgeschobener Erkrankung abgesagt und wollte an dieser Aktion nicht beteiligt sein. Und der Pilot, Lieutenant Commander Happ, hat es sich schließlich anders überlegt und wurde vom Käufer des Hubschraubers, dem Schrotthändler Shamus Quinn, erschossen. Gaststars: Diane Neal als CGIS Agent Abigail Borin |           |                                  |                       |                      |                                        |                     |                                                      |
| 215 | 5         | Leroy Jethro                     | The Namesake          | 30. Okt. 2012        | 29. Jan. 2013                          | Arvin Brown         | George Schenck & Frank Cardea                        |
| Ein Mann wird in einem geliehenen Sportwagen, der einem wohlhabenden Geschäftsmann gehört, getötet. Die Tatwaffe führt das Team zu einem Pfandhaus, wo Gibbs eine Medal of Honor seines Namensvetters, des früheren besten Freundes seines Vaters, findet. Gaststars: Ralph Waite als Jackson Gibbs, Billy Dee Williams als Leroy Jethro Williams |           |                                  |                       |                      |                                        |                     |                                                      |
| 216 | 6         | Trauma, Teil 1                   | Shell Shock (Part I)  | 13. Nov. 2012        | 5. Feb. 2013                           | Leslie Libman       | Nicole Mirante-Matthews                              |
| Marine Captain Wescott und Lieutenant Torres geraten in eine Schlägerei. Statt den, wie von ihm dargestellt, sechs Männern sind auf dem Überwachungsvideo nur zwei Personen zu sehen. Da Wescott aber unter einem posttraumatischen Belastungssyndrom (PTBS) leidet, sah er sich in diesem Moment einer Situation aus dem Krieg gegenüber. |           |                                  |                       |                      |                                        |                     |                                                      |
| 217 | 7         | Trauma, Teil 2                   | Shell Shock (Part II) | 20. Nov. 2012        | 12. Feb. 2013                          | Tom Wright          | Gina Monreal                                         |
| Wescott kann sein Trauma verarbeiten, seine Erinnerungen an die Nacht der Schlägerei kehren zurück; seine Annahme, er habe in Afghanistan seine Kameraden im Stich gelassen, stellt sich als falsch heraus. |           |                                  |                       |                      |                                        |                     |                                                      |
| 218 | 8         | Käufer und Verkäufer             | Gone                  | 27. Nov. 2012        | 19. Feb. 2013                          | James Whitmore, Jr. | Reed Steiner & Scott Williams                        |
| Menschenhändler entführen einen Teenager und töten den Vater der Freundin des Opfers. Der NCIS setzt alles daran, die Hintermänner zu finden und das Mädchen zu befreien. Währenddessen bleibt die Halbwaise zum Schutz beim NCIS, bis die Mutter eingeflogen wird. Gaststars: Jack Axelrod als Shmeil Pinkhas Gaststars: Alex Kingston als Miranda Pennebaker |           |                                  |                       |                      |                                        |                     |                                                      |
| 219 | 9         | Die Wildkatze                    | Devil’s Trifecta      | 11. Dez. 2012        | 25. Feb. 2013                          | Arvin Brown         | Steven D. Binder                                     |
| Tobias C. Fornell wird am Drive-In-Schalter eines Fast-Food-Restaurants von einem Navy-Soldaten beschossen. Dank kugelsicherer Weste wird er nicht verletzt und schießt den Angreifer mit 6 Schüssen nieder. Außer einer Streichholzschachtel mit einer handschriftlichen Notiz des Kennzeichens von Fornell, hat der Tote nicht viel bei sich. In der Bar, deren Werbeaufdruck auf den Zündhölzern steht, läuft Gibbs und Fornell die gemeinsame Ex-Frau über den Weg. Sie ermittelt wegen Steuerbetrugs und hat sich zu ihrem Schutz auch andere Identitäten gegeben. Dummerweise jeweils mit dem Familiennamen ihrer beiden früheren Ehemänner. Zum Vorschein kommen Steuerbetrügereien und Verstöße gegen Export- und Importbestimmungen und Geldwäsche. Gaststars: Joe Spano als FBI Special Agent T.C. Fornell, Melinda McGraw als Diane Sterling |           |                                  |                       |                      |                                        |                     |                                                      |
| 220 | 10        | Neues Geld                       | You Better Watch Out  | 18. Dez. 2012        | 4. März 2013                           | Tony Wharmby        | George Schenck & Frank Cardea                        |
| Ein Mann, Noel Huffner, verwest seit einigen Wochen vor dem laufenden Fernseher in seiner Wohnung, ohne dass jemand etwas bemerkt. Erst seine Frau findet ihn, als sie auf ihrem Weihnachtsurlaub nach Hause kommt. Bei ihm findet der NCIS eine noch nicht veröffentlichte 100-$-Banknote, die das Schatzamt nie hätte verlassen sollen. Haffner selbst war auch zu keiner Zeit dort tätig. Todesursache war ein Genickbruch. Abby sucht nach Fingerabdrücken und findet auf der 100-Dollar-Note den eines ehemaligen Angestellten des Schatzamtes, der dort vor einem Jahr entlassen wurde. Gaststars: Robert Wagner als Anthony DiNozzo, Sr. |           |                                  |                       |                      |                                        |                     |                                                      |
| 221 | 11        | Die Wahrheit hat viele Gesichter | Shabbat Shalom (1)    | 8. Jan. 2013         | 8. März 2013                           | Dennis Smith        | Christopher J. Waild                                 |
| Die Leiche eines Journalisten wurde von einem Vater und seinem Sohn beim Angeln entdeckt. Zivas Vater ist in Washington D.C., um sich mit seiner Tochter zu versöhnen und den Leiter des iranischen Geheimdienstes zu treffen. Auf den Bildern aus der Kamera des Opfers erkennt sie ihren Vater. Ihr gegenüber gibt er zu, ihn erschossen und seine Leiche beseitigt zu haben. Beim anschließenden Essen im Haus von Director Vance taucht ein Attentäter mit Sturmgewehr auf und eröffnet das Feuer. Eli David wird tödlich getroffen, Vance' Frau so schwer verletzt, dass sie wenig später in der Klinik stirbt. |           |                                  |                       |                      |                                        |                     |                                                      |
| 222 | 12        | Tage der Trauer                  | Shiva (2)             | 15. Jan. 2013        | 22. März 2013                          | Arvin Brown         | Christopher J. Waild, Gary Glasberg & Scott Williams |
| Das Team von Gibbs untersucht in der Fortsetzung von Die Wahrheit hat viele Gesichter den Tod von Eli David und der Frau von Leon Vance. Gaststars: Greg Germann als NCIS Deputy Director Jerome Craig, Oded Fehr als Mossad Deputy Director Ilan Bodnar |           |                                  |                       |                      |                                        |                     |                                                      |
| 223 | 13        | Neben der Spur                   | Hit and Run           | 29. Jan. 2013        | 5. Apr. 2013                           | Dennis Smith        | Gary Glasberg & Gina Lucita Monreal                  |
| Lance Corporal Chad Dunn und Freundin Lyla Cutwright erleiden einen für beide tödlichen Unfall, der auch ein (Selbst-)Mord sein könnte. An beiden Insassen ist die Ursache nicht der Unfall, sondern Schläge auf den Kopf. Im Büro des NCIS kommt es dann zum Aufeinandertreffen der Väter der Opfer und zur Schlägerei. Da deutet sich an, dass dieser Familienstreit nicht erst vor kurzem entfacht wurde. |           |                                  |                       |                      |                                        |                     |                                                      |
| 224 | 14        | Schnee in Kuba                   | Canary                | 5. Feb. 2013         | 12. Apr. 2013                          | Terrence O’Hara     | Christopher J. Waild                                 |
| Nach einem Hackerangriff auf den NCIS wird ein Undercoveragent enttarnt und getötet. Wenig später kann Gibbs’ Team den Computerfreak schnappen, der für den Angriff verantwortlich ist. Gibbs versucht den Cyber-Killer mit einem Guantanamo-Flug zum Reden zu bringen. |           |                                  |                       |                      |                                        |                     |                                                      |
| 225 | 15        | Zurück zu den Wurzeln            | Hereafter             | 19. Feb. 2013        | 16. Aug. 2013                          | Tony Wharmby        | Nicole Mirante-Matthews                              |
| Gabe Crowe stirbt auf dem Trainingsgelände der US-Marines. Er trägt aber zahlreiche Verletzungen an den Beinen und alte Stichverletzungen am Rumpf, die von einem illegalen Kampf her stammen könnten. Aufgenommene Videos dokumentieren Kämpfe auf dem Gelände eines Lebensmittelhändlers. Tatsächlich aber sind die Verletzungen gezielt zugefügt worden. Den Versuch, das Konto seiner Frau aufzulösen, muss Vance zunächst abbrechen, aber in einem angemieteten Schließfach findet er Schmuck, Bargeld und Dokumente, die seine Frau dort hinterlegt hat. Darunter ein Vertrag zur Gütertrennung, den sie selbst mit ihrem Anwalt verfasst hat. Gaststars: Greg Germann als NCIS Deputy Director Jerome Craig |           |                                  |                       |                      |                                        |                     |                                                      |
| 226 | 16        | Allein im Wald                   | Detour                | 26. Feb. 2013        | 23. Aug. 2013                          | Mario Van Peebles   | Steven D. Binder                                     |
| Als Ducky und Jimmy mit einer Leiche unterwegs sind, werden sie auf dem Weg zum NCIS entführt. Sie werden von den Entführern gezwungen, die Leiche zu autopsieren. Was Ducky und Jimmy nicht wissen: Die Leiche enthält für die Entführer wichtige Informationen. |           |                                  |                       |                      |                                        |                     |                                                      |
| 227 | 17        | Tote Rosen                       | Prime Suspect         | 5. März 2013         | 30. Aug. 2013                          | James Whitmore, Jr. | George Schenk & Frank Cardea                         |
| Die Taten eines früheren Serienmörders finden eine Fortsetzung. Durch eine bislang unentdeckte Blutspur könnte der Mörder identifiziert werden. Doch dieser ist seit drei Jahren tot. Die neuen Morde sind die Taten eines Trittbrettfahrers, dessen Karriere einen Tiefpunkt erreicht hat. Mit den Nachrichten über eine Fortsetzung der Mordserie hat er sich neuen Schwung für seine Karriere erhofft. |           |                                  |                       |                      |                                        |                     |                                                      |
| 228 | 18        | Marine Dex                       | Seek                  | 19. März 2013        | 6. Sep. 2013                           | Michael Weatherly   | Steven D. Binder & Christopher J. Waild              |
| In Afghanistan verübt jemand hinterhältig ein Attentat auf Marine Theodore Lemere. Dieser war dort zusammen mit seinem Sprengstoffspürhund und einer zivilen Auftragsfirma unterwegs und hatte gerade einen kleinen Jungen aus einem Minenfeld gerettet. Nachdem bei der Witwe eingebrochen und nach Schmuck gesucht wurde, entscheidet Gibbs sich dazu, zusammen mit McGee zum Tatort nach Afghanistan zu fliegen. Dort stellt sich raus, dass die zunächst verdächtigten Taliban nicht in Frage kommen und der wahre Mörder noch frei ist. Obendrein sollten Mord und Einbruch vertuschen, was die Zivilisten in Afghanistan tatsächlich machen. Unterdessen sucht Vance nach einer Nanny für seine Kinder, zweifelt aber daran, ob diese Entscheidung die richtige zur richtigen Zeit ist, um sein Leben weiter zu organisieren. |           |                                  |                       |                      |                                        |                     |                                                      |
| 229 | 19        | Die weiße Bö                     | Squall                | 26. März 2013        | 13. Sep. 2013                          | Tom Wright          | Bill Nuss                                            |
| Der Mannschaftsarzt eines Schiffs wird ermordet an Deck gefunden. Dieser hatte Kenntnis darüber, dass der Admiral an Krebs im Endstadium leidet. Das wurde ihm zum Verhängnis. Als Angehöriger des Admirals persönlichen Teams würde Lt. Mane nicht ins Weiße Haus wechseln, wenn dieser wegen der Erkrankung noch vorher aus dem Dienst scheidet. |           |                                  |                       |                      |                                        |                     |                                                      |
| 230 | 20        | Auf der Jagd                     | Chasing Ghosts        | 9. Apr. 2013         | 20. Sep. 2013                          | Arvin Brown         | Nicole Mirante-Matthews                              |
| Noah Daniels wird vermisst, seine Frau findet eine verwüstete Wohnung vor, Blutspuren und Spuren einer Schlägerei, einen abgetrennten Finger und sein Smartphone. Abby findet aber aufgrund der Masse des Möbelstücks heraus, dass es sich um einen fingierten Tatort handelt. Die ganze Situation sollte seine Ermordung vortäuschen, damit sich Daniels mit einem Erbe aus dem Staub machen kann. Doch das NCIS kommt ihm noch auf die Spur, bevor er flüchten kann. |           |                                  |                       |                      |                                        |                     |                                                      |
| 231 | 21        | Berlin                           | Berlin                | 23. Apr. 2013        | 27. Sep. 2013                          | Terrence O’Hara     | Scott Williams & Gina Lucita Monreal                 |
| Ziva und Tony fliegen nach Deutschland, um in Berlin nach Ilan Bodner zu suchen, ergreifen aber stattdessen Bruder Yanif bei der Übergabe von Diamanten, da die beiden kurz vor Abflug aus den USA die Kleidung getauscht und so ihre Verfolger abgeschüttelt haben. |           |                                  |                       |                      |                                        |                     |                                                      |
| 232 | 22        | Rache                            | Revenge               | 30. Apr. 2013        | 4. Okt. 2013                           | James Whitmore, Jr. | George Schenk & Frank Cardea                         |
| Zurück in den USA werden Tony und Ziva von Bodner mit einem Wagen von der Straße gedrängt und wegen der Verletzungen zunächst nicht im Außeneinsatz. Da springt Gibbs ein, um das Team zu unterstützen, wo es nur geht. Zudem sitzt Tom Morrow von der Homeland Security dem NCIS im Genick und drängt darauf, Bodners Ergreifung nicht zu vermasseln. Ziva trainiert unter Schmerzen, um sich Bodner entgegenzustellen. |           |                                  |                       |                      |                                        |                     |                                                      |
| 233 | 23        | Helfende Augen                   | Double Blind          | 7. Mai 2013          | 11. Okt. 2013                          | Dennis Smith        | Christopher J. Waild & Steven D. Binder              |
| Ein Teilnehmer einer Studie über totale Überwachung erleidet einen partiellen Gedächtnisverlust und fühlt sich dann verfolgt. Der NCIS wird zudem durch einen Ermittler aus dem Verteidigungsministerium zusätzlich belastet. |           |                                  |                       |                      |                                        |                     |                                                      |
| 234 | 24        | Egal, was man tut ...            | Damned If You Do      | 14. Mai 2013         | 18. Okt. 2013                          | Tony Wharmby        | Gary Glasberg                                        |
| Während Parsons Gibbs bedrängt und für einige Dinge beschuldigt, versucht der Rest des Teams, Parsons den Wind aus den Segeln zu nehmen, mit überraschenden Entdeckungen. Gaststars: John M. Jackson als Albert Jethro „AJ“ Chegwidden |           |                                  |                       |                      |                                        |                     |                                                      |